# Ріхард Герцінґер
Ріхард Герцінґер (народився 28 листопада 1955 у Франкфурті-на-Майні) — німецький журналіст.

## Біографія
Герцінґер відвідував Таунську гімназію в Кенігштайні/Таунусі, вивчав німецьку мову у Вільному університеті Берліна та отримав там докторський ступінь, захистивши дисертацію про Гайнера Мюллера.
Ріхард Герцінґер працює журналістом-фрілансером у Берліні. Як автор, редактор і політичний кореспондент він працював для Die Zeit, Berliner Tagesspiegel, Zürcher Weltwoche і, останнім часом, майже 15 років для Die Welt і Welt am Sonntag. Він пише для багатьох німецьких та міжнародних газет і журналів, зокрема коментує щодва тижні для українського журналу "Український тиждень ". З 2020 року в його веб-блозі «hold these truths» регкльрно пулікуються аналітичні матеріали та коментарі світових подій.

## Публікації
- Маски життєвої революції. Віталістична критика цивілізації та гуманізму в текстах Гайнера Мюллера. Фінк, Мюнхен 1992, ISBN 3-7705-2811-5 .
- з Ганнесом Штайном : Пророки останнього часу або наступ антизахідників. Фундаменталізм, антиамериканізм і нові праві. Rowohlt, Reinbek 1995, ISBN 3-499-13561-2 .
- «Культурна війна та утопічна спільнота. „Консервативна революція“ як німецький антизахідний контрмодернізм». У: Volker Eickhoff & Ilse Korotin (eds.) : Туга за долею і глибиною. Дух консервативної революції. Picus-Verlag, Відень 1997, ISBN 3-85452-406-4 .
- Тиранія суспільного духу. Прихильність до егоїстичного суспільства. Rowohlt, Берлін 1997, ISBN 3-87134-301-3 .
- Республіка без центру. Політичний нарис. Поселенці, Берлін 2001, ISBN 3-88680-734-7 .
- Капіталізм як етос, у: Капіталізм чи варварство? (Спеціальний випуск Merkur, випуск 9/10, 57-й рік), Klett-Cotta, Stuttgart 2003, ISBN 978-3-608-97051-7 .
- з Генріхом Фогелем: дрейф континентів. Bertelsmann, Білефельд 2003, ISBN 978-3-7639-3153-8.